# Jak pies z kotem (film 1996)
Jak pies z kotem − amerykańska komedia romantyczna z 1996 roku.

## Główne role
- Uma Thurman − Noelle
- Janeane Garofalo − Abby
- Ben Chaplin − Brian
- Jamie Foxx − Ed
- James McCaffrey − Roy
- Richard Coca − Eric
- Stanley DeSantis − Mario
- Antoinette Valente − Susan
- La Tanya M. Fisher − Emily

## Fabuła
Abby Barnes jest lekarzem weterynarii. Prowadzi program radiowy, w którym udziela porad posiadaczom zwierząt. Jest inteligentna, samodzielna i zaradcza, ale nie czuje się atrakcyjna. Pewnego dnia do radia dzwoni fotograf Brian, który dziękuje za pomoc i prosi o spotkanie. Abby nie chce się z nim spotkać i prosi o pomoc Noelle − swoją sąsiadkę.